# Selva rubra
Selva rubra Edmunds, 1964 è un mollusco nudibranco della famiglia Trinchesiidae, unica specie del genere Selva.